# Mamo Kananda
Mamo Kananda – jaskinia krasowa znajdująca się w Papui-Nowej Gwinei, w Górach Centralnych.